# Masaharu Taguchi
Masaharu Taguchi (japonès: 田口正治)  (Kyoto, 9 de gener de 1916 - 29 de juny de 1982) fou un nedador japonès, especialista en proves d'estil lliure, que va competir durant la dècada de 1930.
El 1936 va prendre part en els Jocs Olímpics d'Estiu de Berlín, on va disputar dues proves del programa de natació. En els 4x200 metres lliures va guanyar la medalla d'or, tot formant equip amb Masanori Yusa, Shigeo Sugiura i Shigeo Arai, mentre en els 100 metres lliures fou quart, tot i que les fotografies del moment fan pesar que en realitat finalitzà en segona posició. En la final aconseguí del 4x200 metres lliures aconseguí el rècord del món de la distància, el qual fou vigent fins als Jocs de Londres de 1948.
Taguchi es va graduar a la Universitat Rikkyō, i posteriorment va treballar en els grans magatzems Daimaru. El 1961 fou escollit per entrenar la selecció nacional de natació dels Jocs Olímpics de Tòquio de 1964.